# HP 2100
HP 2100 — серия 16-разрядных мини-компьютеров, которые выпускались компанией Hewlett-Packard (HP) с середины 1960-х до начала 1990-х годов. Десятки тысяч машин этой серии были проданы в течение 25 лет, что сделало HP четвёртым по величине поставщиком мини-компьютеров в 1970-х.

## История
Проектирование компьютера под названием DSI-1000 началось в маленькой детройтской компании Data Systems Inc (DSI) со штатом из 5 человек. HP купила эту компанию в 1964 году и объединила её со своим подразделением Dymec. Оригинальная модель, 2116A, построенная с использованием интегральных микросхем и памяти на магнитных сердечниках, была выпущена в 1966 году. В течение следующих четырёх лет были выпущены модели от A до C с различными типами памяти и расширениями, а также версии 2115 и 2114 с уменьшенной стоимостью. Впоследствии все эти модели были заменены на серию HP 2100 в 1971 году, а затем снова на серию 21MX в 1974-м, когда память на магнитных сердечниках была заменена полупроводниковой памятью.